# Zonnebrandcrème

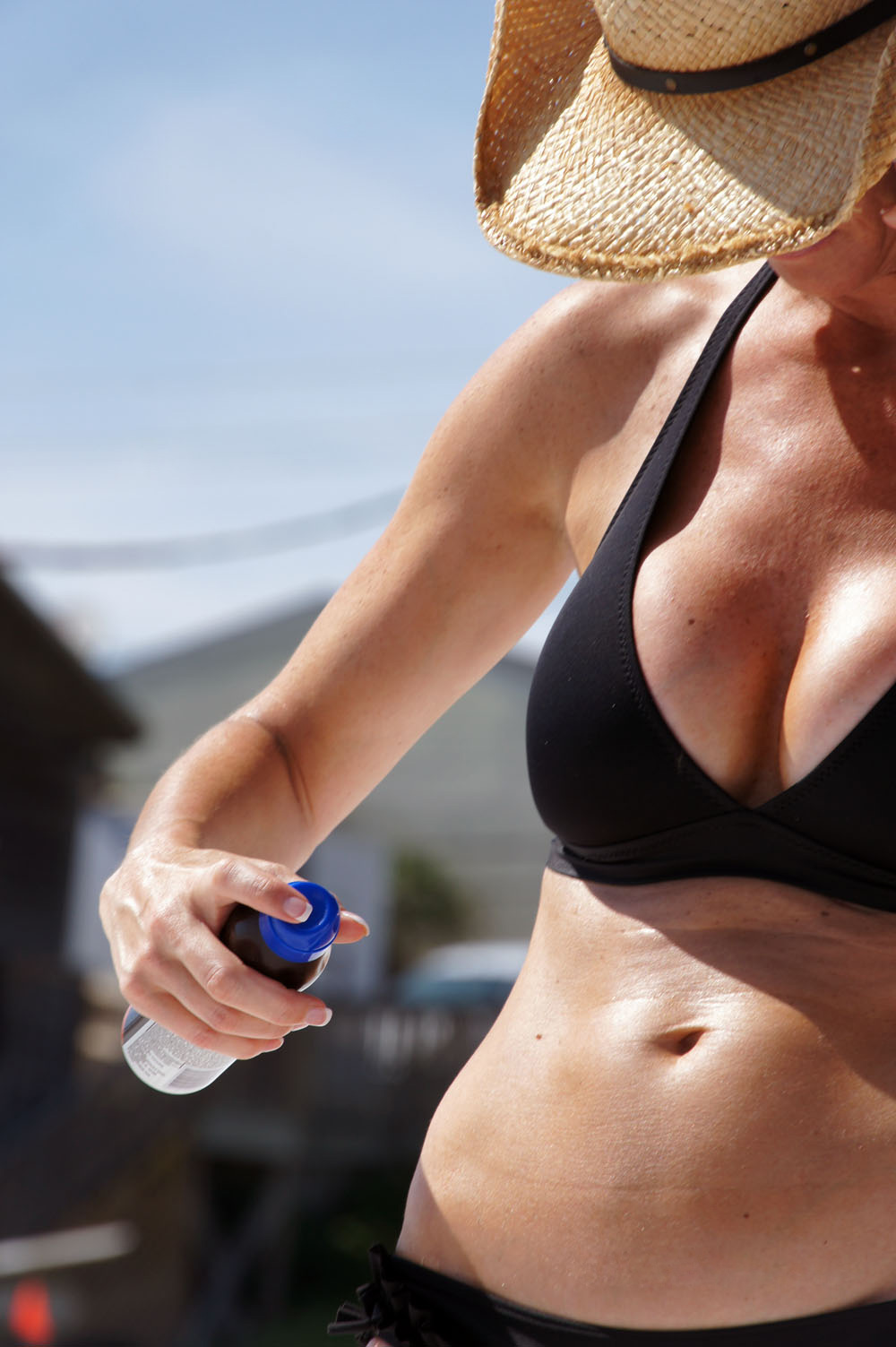
Aanbrengen van zonnebrandspray

Zonnebrandcrème (ook wel antizonnebrandcrème, zonnecrème of zonnemelk) is een crème die op de huid aangebracht kan worden (ook middels een spuitbus of foam) ter bescherming tegen zonlicht. Zonnebrandcrème bevat een ultravioletfilter, waardoor slechts een gedeelte van deze straling in de huid doordringt. Hierdoor vermindert de crème aanzienlijk het risico op verbranding door de zon. De beschermingsfactor geeft aan hoeveel keer langer je maximaal in de zon kan blijven. Hoelang dat zonder bescherming veilig kan, hangt onder meer af van huidskleur en de zonkracht op de gegeven plek en tijdstip.
Vooral voor kinderen is een hoge beschermingsfactor van groot belang. Kinderen tot 15 jaar zijn extra gevoelig voor de schadelijke straling van de zon. Te veel zon is dan ook zeker niet goed voor de kinderhuid en dan met name de babyhuid. De kinderhuid is anders dan die van volwassenen. De natuurlijke bescherming tegen uv-straling is bij kinderen nog niet volledig ontwikkeld.
De laatste jaren zijn er ook bezorgdheden over de schadelijke stoffen die in zonneproducten aanwezig zouden zijn, zowel voor de huid als voor het milieu. Zo heeft de gouverneur van de Amerikaanse staat Hawaï een wet ondertekend waarin het gebruik van bepaalde zonnebrandcrèmes wordt verboden. De ingrediënten oxybenzone en octinoxate, allebei bedoeld om uv-stralen tegen te houden, zijn vanaf 1 januari 2021 verboden in de eilandstaat.